# Hemiteles spilopterus
Hemiteles spilopterus är en stekelart som beskrevs av Schiodte 1839. Hemiteles spilopterus ingår i släktet Hemiteles och familjen brokparasitsteklar. Inga underarter finns listade i Catalogue of Life.